# HD 1185
Désignations
HD 1185 est une étoile double de la constellation d'Andromède. Le composant primaire, d'une magnitude apparente de 6,15, est une étoile blanche de la séquence principale avec un type spectral de type A2VpSi, ce qui indique qu'elle a des raies d'absorption de silicium plus fortes que d'habitude, ce qui en fait également une étoile Ap. Le composant secondaire, qui se trouve à 9,08 secondes d'arc, n'est pas visible à l'œil nu à une magnitude apparente de 9,76. Elle partage un mouvement propre et une parallaxe communs avec l'étoile primaire, mais les paramètres orbitaux sont encore inconnus.